# IC 322
IC 322 је патуљаста галаксија у сазвјежђу Бик која се налази на листи објеката дубоког неба у Индекс каталогу.
Деклинација објекта је + 3° 40' 49" а ректасцензија 3h 26m 0,5s. Привидна величина (магнитуда) објекта IC 322 износи 14,6 а фотографска магнитуда 15,2. IC 322 је још познат и под ознакама CGCG 390-89, CGCG 416-8, PGC 12820.